# ジム・イシダ
ジム・イシダ（Jim Ishida,  1943年7月29日 - ）は、アメリカ合衆国の俳優である。

## 来歴
1943年、東京都に生まれる。その後、一家でアメリカへ渡るが第二次世界大戦の影響もあり、アーカンソー州にある日系人の強制収容所ローワー戦争移住センターで少しの間を過ごした。1945年の終戦以降、カリフォルニア州のローダイで育った。1973年にテレビドラマ『ハワイ5-0』で俳優デビューを果たし、その後も同作品の数エピソードへ出演。1976年には三船敏郎らが出演した日米合作映画『ミッドウェイ』で映画デビュー。作中では栗田健男中将を演じた。初期の頃の出演作品には、まだ監督して有名になる前のティム・バートンが監督した単発テレビドラマ『ヘンゼルとグレーテル』へも出演しており、ヘンゼルとグレーテルの父親役を演じている。
また1989年の『バック・トゥ・ザ・フューチャー PART2』では、未来のマクフライを罵倒する“イトー・フジツー”を演じた。それからも高倉健ら主演の『ブラック・レイン』や『プレデター2』などへの話題作へ出演して日系人俳優としての地位を確立した。スティーヴン・スピルバーグ監督、トム・ハンクス主演の『ターミナル』では、劇中に登場する吉野家のマネージャーを演じた。ジム・イシダ名義とジェームズ・イシダ名義の両方で出演しているため、作品によってはどちらかの名前でクレジットされている。

### 私生活
現在はマーガレットという妻と既婚である。

## 出演作品

### 映画
- ミッドウェイ Midway (1976)
- 世紀の取り引き Deal of the Century (1983)
- This Child Is Mine (1985) ※テレビ映画
- デッドリー・フレンド Deadly Friend (1986)
- The Iron Triangle (1989)
- 禁じ手 Kinjite: Forbidden Subjects (1989)
- ブラック・レイン Black Rain (1989)
- バック・トゥ・ザ・フューチャー PART2 Back to the Future Part II (1989)
- プレデター2 Predator 2 (1990)
- Chernobyl: The Final Warning (1991)
- Driving Me Crazy (1991)
- リトルトウキョー殺人課 Showdown in Little Tokyo (1991)
- コールド・ヘブン／悪夢の再会 Cold Heaven (1991)
- リコシェ Ricochet (1991)
- ストロベリー・ロード Strawberry Road (1991) ※日本映画
- 殺人捜査網 地獄のアレクサ CIA Code Name: Alexa (1992)
- ベスト・キッド4 The Next Karate Kid (1994)
- ストレンジ・デイズ/1999年12月31日 Strange Days (1995)
- ショーガール Showgirls (1995)
- Dunston Checks In (1996)
- サイレンサー/地球侵略 The Silencers (1996)
- アルマゲドン Armageddon (1998)
- ゴジラ2000 ミレニアム Godzilla 2000 ※英語版吹替え
- Stanley's Gig (2000)
- Real Women Have Curves (2002)
- ターミナル The Terminal (2004)
- McBride: The Doctor Is Out... Really Out (2005) ※テレビ映画

### テレビドラマ
- ハワイ5-0 Hawaii Five-O (1973 - 1975)
- Baa Baa Black Sheep (1976, 1977)
- ロックフォードの事件メモ The Rockford Files (1977)
- ハーディ・ボーイズ ナンシー・ドルー The Hardy Boys/Nancy Drew Mysteries (1977)
- Bring 'Em Back Alive (1982)
- ヘンゼルとグレーテル Hansel and Gretel (1982)
- スケアクロウとキング夫人 Scarecrow and Mrs. King (1983)
- Cutter to Houston (1983)
- Emerald Point N.A.S. (1984)
- Dr.トラッパー サンフランシスコ病院物語 Trapper John, M.D. (1984)
- 私立探偵マイク・ハマー Mike Hammer (1984)
- ホテル Hotel (1984, 1987, 1988)
- ダイナスティ Dynasty (1984 - 1986)
- サンタバーバラ Santa Barbara (1985)
- 特攻野郎Aチーム The A-Team (1986)
- The Tortellis (1987)
- Jake and the Fatman (1989)
- 21ジャンプストリート 21 Jump Street (1990)
- Carol & Company (1990)
- ベイウォッチ Baywatch (1992)
- Civil Wars (1993)
- デイズ・オブ・アワ・ライブス Days of Our Lives (1993)
- バビロン5 Babylon 5 (1994)
- ジェシカおばさんの事件簿 Murder, She Wrote (1996)
- Minor Adjustments (1996)
- L.A. Heat (1997)
- Just Shoot Me! (1999)
- Rude Awakening (2000)
- According to Jim (2003)
- アレステッド・ディベロプメント Arrested Development (2003)

### テレビアニメ
- ロケット・パワー Rocket Power (2002)

### ビデオゲーム
- Rama (1997)